# Monte Subasio
Monte Subasio – szczyt w  Apeninie Umbryjsko-Marchijskim, części Apeninów Środkowych. Leży w środkowych Włoszech w regionie Umbria, w Prowincji Perugia, ma 1290 m wysokości.
Na jego zachodnich stokach znajdują się miasta Asyż i Spello. Wschodnia część stoków sięga terytorium Nocery Umbryjskiej i Valtopiny, północna Gualdo Tadino, zaś południowa Foligno. Po stronie zachodniej na wysokości 791 m n.p.m. znajduje się erem w Carceri, konwent i groty związane z życiem i działalnością św. Franciszka z Asyżu. U podnóża góry ma swoją siedzibę stacja radiowa Radio Subasio.

## Przyroda
Część masywu − 7169 ha − objęta jest ochroną prawną jako rezerwa naturalna (wł. area naturale protetta) Parco regionale del Monte Subasio (wł. Park regionalny Góry Subasio) z siedzibą w Asyżu przy Cà Piombino.
Na stokach Monte Subasio wyróżnia się trzy piętra roślinności: najniższe do granicy uprawy oliwki, środkowe z przewagą lasów oraz najwyższe z charakterystyczną roślinnością zielną, typową dla pastwisk. W lasach Monte Subasio dominują dęby burgundzkie i dęby omszone z domieszką chmielograbu europejskiego, jesionu mannowego i jaworu. Spotyka się także buki i dęby ostrolistne. W minionym stuleciu sadzono w niektórych miejscach: sosny czarne (także z podgatunku Pinus nigra laricio, typowego dla Korsyki, Sycylii i Kalabrii), cedry atlaskie oraz różne gatunki jodeł. Na stokach Subasio rosną też: jałowce, głogi, złotokapy, ligustry, bzy oraz wiciokrzewy.
Z fauny spotyka się okazjonalnie wilka italijskiego. Do lat 60. XX wieku notowano występowanie orła przedniego i kuropatwy skalnej. Coraz częściej pojawiają się: kuropatwy, grzywacze, sójki, puchacze, dzięciołowate oraz pójdźki. Przede wszystkim na wschodnich stokach występują: myszołowy, jastrzębie, syczki i krogulce. Pozostałe spotykane gatunki to: jeżozwierz, borsuk, lis, łasica, kuna, wiewiórka, żbik oraz dzik.